# Rhigioglossa flavibasalis
Rhigioglossa flavibasalis är en tvåvingeart som beskrevs av Chainey 1987. Rhigioglossa flavibasalis ingår i släktet Rhigioglossa och familjen bromsar. Inga underarter finns listade i Catalogue of Life.